# Moncreiffe Hill
Moncreiffe Hill är en kulle i Storbritannien.   Den ligger i kommunen Perth and Kinross och riksdelen Skottland, i den norra delen av landet, 600 km norr om huvudstaden London. Toppen på Moncreiffe Hill är 4 meter över havet.
Terrängen runt Moncreiffe Hill är kuperad åt sydost, men åt nordväst är den platt. Runt Moncreiffe Hill är det ganska tätbefolkat, med 54 invånare per kvadratkilometer. Närmaste större samhälle är Perth, 5,4 km norr om Moncreiffe Hill. I omgivningarna runt Moncreiffe Hill växer i huvudsak blandskog.